# Veybach
Der Veybach (umgangssprachlich: die Veybach) oder Feybach ist ein 22,9 km langer, linker Nebenfluss der Erft im nordrhein-westfälischen Kreis Euskirchen.

## Name
Nach dem Ortsnamenforscher Gerhard Mürkens hat der Name wie viele dieser Gegend keltische, sogar vorkeltische Wurzeln. In keltisch-römischer Zeit hieß er vermutlich Fachina. Ein in der Nähe des Baches bei Euskirchen und bei Zingsheim gefundene Matronensteine der Matronae Fachinehae deuten darauf hin. Dem Wort liegt seinerseits über „bachina“ das vorkeltische Wort „begh“ zu Grunde, das eilend bedeutet und sich in vielen schnellfließenden Bachnamen wiederfindet: Becke. Der Sprachwissenschaftler Albrecht Greule hingegen geht davon aus, dass der Ortsname auf das Gewässer übertragen wurde und sich vom lateinischen *villa fagia „Landgut am Buchenwald“ herleitet.
Wie bereits aus den Ortsnamen hervorgeht, ändert der Bach seine Schreibweise. Südlich von Katzvey wird er mit 'F', ab dort mit 'V' geschrieben. Das ist bis heute anhand von Bezeichnungen (Feytalstraße in Mechernich, Feyermühle bei Breitenbenden, Am Feybach in Eiserfey) ersichtlich. Auf den Karten des BfN heißt der Bach durchgehend von Vollem bis zu seiner Mündung Veybach und ändert seinen Namen nicht. Auf seinem Lauf passiert er  Eiserfey, die Feyermühle bei Breitenbenden, das ND Burgfey, Katzvey, Satzvey und die Burg Veynau.

## Geographie

### Verlauf
Der Bach entspringt in Kallmuth als Kallmuther Bach, nahe Mechernich in der Eifel. Mit der Mündung des kürzeren Urfeyer Bachs oberhalb von Vollem wird der Bach Veybach genannt. Er fließt durch Vollem, Eiserfey, Vussem, Breitenbenden, Katzvey, vorbei an den Katzensteinen, durch Satzvey, Wisskirchen, Euenheim und schließlich durch die Innenstadt von Euskirchen, bevor er in den Erftauen in die Erft mündet.

### Zuflüsse
| Stat. in km | Name                                 | GKZ      | Lage   | Länge in km | EZG in km² | Mündung       | Mündungshöhe in m ü. NHN |
| ----------- | ------------------------------------ | -------- | ------ | ----------- | ---------- | ------------- | ------------------------ |
| 020,7830    | Urfey Bach                           | 27418-12 | rechts | 001,3060    |            | Vollem        | 34000000                 |
| 019,1230    | Weyer Bach, Unterlaufname Hauserbach | 27418-2  | rechts | 002,5640    | 0008,3560  | Eiserfey      | 33400000                 |
| 018,5100    | Lorbach                              | 27418-32 | links0 | 001,7040    |            | Vussem        | 31500000                 |
| 017,7660    | Odensiefen                           | 27418-34 | rechts | 001,3290    |            | Vussem        | 30600000                 |
| 017,2150    | Meinbach                             | 27418-36 | rechts | 001,3770    |            | Vussem        | 28700000                 |
| 016,0000    | Holzsiefen                           | 27418-38 | rechts | 001,1000    |            | Breitenbenden | 27500000                 |
| 015,7290    | Krebsbach                            | 27418-4  | rechts | 002,4460    | 0002,9770  | Breitenbenden | 27300000                 |
| 015,2960    | Bergheimer Bach                      | 27418-52 | links0 | 002,4710    |            | Breitenbenden | 26800000                 |
| 015,2210    | Veyboschmühlenbach                   | 27418-54 | rechts | 001,020     |            | Breitenbenden | 26800000                 |
| 010,6800    | Siefenbach                           | 27418-56 | rechts | 003,3410    |            | Satzvey       | 22500000                 |
| 009,7550    | Mühlgraben Satzvey                   | 27418-58 | links0 | 001,1720    |            | Satzvey       | 21700000                 |
| 009,0890    | Kühlbach                             | 27418-6  | rechts | 007,2790    | 0010,1820  | Satzvey       | 21400000                 |
| 004,4900    | Flutmulde                            | 27418-72 | rechts | 001,6690    |            | Euenheim      | 18700000                 |
| 002,7620    | N.N.                                 | 27418-74 | rechts | 002,0630    |            | Euskirchen    | 16700000                 |
| 001,6800    | Mitbach                              | 27418-8  | rechts | 004,5080    | 0008,7510  | Euskirchen    | 16000000                 |

Anmerkungen zur Tabelle
1. ↑  Gewässerkennzahl, in Deutschland die amtliche Fließgewässerkennziffer mit zur besseren Lesbarkeit eingefügtem Trenner hinter dem Präfix, das einheitlich für den allen gemeinsamen Vorfluter Veybach steht.

Dazu kommt noch ein erheblicher Wasseranteil, der aus dem Einzugsgebiet des Bleibachs durch den Burgfeyer Stollen bei Katzvey zufließt und dem Veybach erhebliche Schadstoffe zuführt.

## Mühlen
Das Wasser des Veybachs wurde in früherer Zeit in vielfacher Weise zum Antrieb von Mühlen, Hammerwerken und Textilfabriken genutzt. So gab es früher sieben Textilfabriken am Bach. Allein in Satzvey gab es früher drei Mühlen, eine Getreide-, eine Öl- und eine Lohmühle.
- Feyermühle bei Breitenbenden

## Besonderheiten
Der Veybach durchfließt in seinem Mittellauf das Naturschutzgebiet Veybach zwischen Breitenbenden und Satzvey. Dort haben sich Reste des ursprünglichen Auwaldes erhalten.
In Euskirchen wurde der Bach 1934 teilweise mit Gehwegen überbaut. Bis in die 1970er Jahre wurde er auf einer Länge von ca. 550 m vollständig überbaut. Dort erinnern nur noch die Veybachstraße sowie das Einkaufszentrum Veybachcenter an den Verlauf.

## Geschichte
Die Quelle des Veybachs wurde schon um 80 n. Chr. zur Speisung der römischen Eifelwasserleitung nach Köln genutzt.
Am 14. Juli 2021 gab es in einigen Teilen Deutschlands Dauerregen und Hochwasser, auch im Einzugsgebiet des Veybachs. An vielen Stellen traten der Veybach und seine Zuflüsse erheblich über die Ufer, zum Beispiel in Satzvey und Euskirchen, wo – verstärkt durch eine reißende Strömung – große Schäden entstanden.